# Trued Norell
Otto Trued Norell, född den 22 juli 1902 i Bräkne-Hoby församling, Blekinge län, död den 18 augusti 1967 i Söderköping, var en svensk jurist. 
Norell avlade studentexamen i Malmö 1922 och juris kandidatexamen vid Lunds universitet 1927. Han genomförde tingstjänstgöring 1928–1931. Norell blev extra fiskal i Skånska hovrätten 1933, extra ordinarie assessor där 1936, ordinarie assessor 1939, tillförordnad revisionssekreterare 1942 och ordinarie revisionssekreterare 1946. Han var tillförordnad häradshövding i Bräkne och Listers domsaga 1939–1940 och häradshövding i Hammarkinds, Stegeborgs och Skärkinds domsaga från 1948 till sin död. Norell blev riddare av Nordstjärneorden 1949 och kommendör av samma orden 1964. Han vilar på Sankt Laurentii kyrkogård i Söderköping.